# Bestenbostel (Wedemark)
Bestenbostel ist ein Dorf in der Gemeinde Wedemark, das zum Ortsteil Oegenbostel in der niedersächsischen Region Hannover gehört.

## Geografie
Bestenbostel liegt nur wenige Hundert Meter östlich von Oegenbostel.

## Geschichte
Der Ort wurde 1304 erstmals urkundlich erwähnt und ist das Herkunftsgebiet des Adelsgeschlechts von Bestenbostel. Mittlerweile wurden nahe dem Gutshof zwei Straßen errichtet, an denen mehrere Dutzend Wohnhäuser liegen.

## Politik

### Ortsrat
Der Ortsrat verantwortet die Ortsteile Bennemühlen, Berkhof (mit Plumhof und Sprockhof) und Oegenbostel (mit Bestenbostel und Ibsingen) gemeinsam und besteht aus sieben Ratsmitgliedern der folgenden Parteien:
- WGW: 4 Sitze
- CDU: 3 Sitze

(Stand: Kommunalwahl 12. September 2021)

### Ortsbürgermeister
Der Ortsbürgermeister ist Dirk Görries (WGW). Sein Stellvertreter ist Martin Becker (CDU).

## Persönlichkeiten
- Cord von Bestenbostel (vor 1590–1621), Amtsvogt